# 奇科·奥拉·德维·瓦多约
奇科·奥拉·德维·瓦多约（1998年6月15日—），印尼男子羽毛球運動員，其妹埃斯特·努鲁米·特里·瓦多约同為羽球運動員。

## 簡歷
2016年11月，奇科·奥拉·德维·瓦多约代表印尼參加在西班牙畢爾包舉行的世界青年羽毛球錦標賽，拿得男子單打比賽亞軍。

## 主要比賽成績
只列出曾進入準決賽的國際賽事成績：
| 年份   | 賽事                   | 公開賽級別 | 項目     | 成績   |
| ------ | ---------------------- | ---------- | -------- | ------ |
| 2016年 | 世界青年羽毛球錦標賽   | 其他       | 男子單打 | 亞軍   |
| 2017年 | 伊朗羽毛球國際挑戰賽   | 國際挑戰賽 | 男子單打 | 準決賽 |
| 2018年 | 印尼羽毛球國際挑戰賽   | 國際挑戰賽 | 男子單打 | 冠軍   |
| 2018年 | 西德·莫迪羽毛球國際賽  | 超級300賽  | 男子單打 | 準決賽 |
| 2019年 | 越南羽毛球國際挑戰賽   | 國際挑戰賽 | 男子單打 | 亞軍   |
| 2021年 | 西班牙羽毛球大師賽     | 超級300賽  | 男子單打 | 亞軍   |
| 2021年 | 湯姆斯盃               | 其他       | 男子團體 | 冠軍   |
| 2022年 | 亞洲羽毛球團體錦標賽   | 其他       | 男子團體 | 亞軍   |
| 2022年 | 亞洲羽毛球錦標賽       | 其他       | 男子單打 | 季軍   |
| 2022年 | 東南亞運動會羽毛球比賽 | 其他       | 男子團體 | 銅牌   |
| 2022年 | 馬來西亞羽毛球大師賽   | 超級500賽  | 男子單打 | 冠軍   |
| 2023年 | 印尼羽毛球大師賽       | 超級500賽  | 男子單打 | 亞軍   |
| 2023年 | 東南亞運動會羽毛球比賽 | 其他       | 男子團體 | 金牌   |
| 2023年 | 東南亞運動會羽毛球比賽 | 其他       | 男子單打 | 銀牌   |
| 2023年 | 台北羽球公開賽         | 超級300賽  | 男子單打 | 冠軍   |
| 2024年 | 法國羽毛球公開賽       | 超級750賽  | 男子單打 | 準決賽 |
| 2024年 | 汤姆斯盃               | 其他       | 男子團體 | 亞軍   |

| 2007-2017年 | 首要超級賽 | 超級賽 | 黃金大獎賽 | 大獎賽 | 國際挑戰賽 | 國際系列賽 | 未來系列賽 | 其他 |

| 2018-2026年 | 總決賽 | 超級1000賽 | 超級750賽 | 超級500賽 | 超級300賽 | 超級100賽 | 國際挑戰賽 | 國際系列賽 | 未來系列賽 | 其他 |

### 奧運會和世錦賽參賽紀錄
|          | 2022 | 2023 |
| -------- | ---- | ---- |
| 男子單打 | 64强 | 32強 |

### 世界冠軍頭銜
奇科·奥拉·德维·瓦多约在羽毛球生涯中共奪得1項羽毛球世界冠軍頭銜。
| 賽事     | 奪冠次數 | 年份               |
| -------- | -------- | ------------------ |
| 湯姆斯盃 | 1        | 2020年（男子團體） |
| 總計     | 1        |                    |